# Scettro di Brandeburgo
Lo Scettro di Brandeburgo (Sceptrum Brandenburgicum in latino) era una costellazione introdotta nel 1688 dall'astronomo tedesco Gottfried Kirch per onorare la provincia prussiana del Brandeburgo, dove viveva.
Lo Scettro di Brandeburgo era situato presso i piedi di Orione, in una grande ansa del fiume Eridano. Apparve per la prima volta su una carta pubblicata dallo stesso Kirch sulla rivista scientifica Acta Eruditorum nel 1688, ma rimase ignorato per quasi un secolo, fino a quando Johann Elert Bode, un altro tedesco, la reinserì di nuovo nel 1782 sul suo atlante celeste Vorstellung der Gestirne. In quest'atlante Bode lo chiamò Der Brandenburgische Scepter, ma nella sua Uranographia del 1801 utilizzò il nome originale latino di Kirch, Sceptrum Brandenburgicum. Le sue stelle fanno attualmente parte di Eridano.
Malgrado non sia più riconosciuto dagli astronomi da molto tempo, la sua stella più brillante, nota adesso come 53 Eridani, viene spesso ancora oggi indicata come Sceptrum.